# Hassan Souari
Hassan Souari est un footballeur international marocain né le 24 décembre 1984 à Settat. Il évolue au poste d'attaquant au Racing Casablanca.

## Biographie
Hassan Souari joue 27 matchs et inscrit 3 buts en Ligue 2 sous les couleurs du FC Istres. Il est sélectionné à trois reprises en équipe du Maroc. Il marque un but lors d'un match amical face au Gabon.
| Caps | Date       | Match            | Lieu      | Score | Compétition | But |
| ---- | ---------- | ---------------- | --------- | ----- | ----------- | --- |
| 1    | 28/05/2006 | Mali - Maroc     | Colombes  | 1 - 0 | Amical      | --  |
| 2    | 04/06/2006 | Colombie - Maroc | Barcelone | 2 - 0 | Amical      | --  |
| 3    | 15/11/2006 | Maroc - Gabon    | Rabat     | 6 - 0 | Amical      | 1   |

## Carrière
- 2002-2003 : Renaissance de Settat  Maroc
- 2003-2006 : Olympique de Khouribga  Maroc
- 2006-2007 : FC Istres  France
- 2007-déc. 2008 : Olympique de Khouribga  Maroc
- jan. 2009-2009 : FK Bakou  Azerbaïdjan
- 2009-déc. 2009 : Hatta Club  Émirats arabes unis
- jan. 2010-déc. 2010 : Olympique de Safi  Maroc
- jan. 2011-2012 : Raja de Casablanca  Maroc
- 2012-2013 : Renaissance de Berkane  Maroc
- 2013-2014 : Difaâ d'El Jadida  Maroc
- 2014-2014 : Hassania d'Agadir  Maroc
- 2015- : Racing Casablanca  Maroc[1]

## Palmarès
Avec le Raja de Casablanca : 
- Championnat du Maroc en 2011

Avec le Difaâ d'El Jadida :
- Coupe du Trône en 2013